# Santa Susana
Santa Susana ist ein Ort und eine ehemalige Gemeinde (Freguesia) in Portugal im Kreis von Alcácer do Sal. Die Freguesia hatte eine Fläche von 166,3 km² und 345 Einwohnern (Stand 30. Juni 2011). Daraus hat sich eine Bevölkerungsdichte von 2,1 Einw./km² ergeben. Im ehemaligen Gemeindegebiet liegt der Stausee von Pego do Altar der die Landwirtschaft und den Reisanbau der Umgebung mit Wasser versorgt. 
Am 29. September 2013 wurden die Freguesias Santa Susana, Alcácer do Sal (Santiago) und Alcácer do Sal (Santa Maria do Castelo) zur neuen Freguesia União das Freguesias de Alcácer do Sal (Santa Maria do Castelo e Santiago) e Santa Susana zusammengefasst. Die Freguesia Santa Susana führte kein Wappen.